# Jeanne Hébuterne in maglione giallo
Jeanne Hébuterne in maglione giallo è un dipinto di Amedeo Modigliani (100x65 cm).
Realizzata con olio su tela nel 1919, l'opera è attualmente conservata al Solomon R. Guggenheim Museum di New York.